# 堤康久
堤 康久（、1922年〈大正11年〉3月30日 - 没年不詳）は、日本の元俳優である。本名同じ。実兄は京都産業大学名誉教授の堤重久。妻は東宝専属女優の江島和子。東京出身。

## 経歴
東京府東京市（現在の東京都）で新宿の開業医の家庭に生まれ育ち、立教大学中退後、前進座に参加。
旧制中学校在学中、15歳の時から綴っていた全7冊ほどの日記は、太宰治の一番弟子と言われた兄重久の紹介により、太宰の長編小説『正義と微笑』（1942年）の題材となった。この作品の中で、康久の日記におけるマルクス主義への傾倒は、キリスト教への傾倒に置き換えられている。また前進座では「中村文吾」の芸名だったが、戦後は『正義と微笑』の主人公の名である「芹川進」で活動したこともある。
戦後は東宝の専属俳優となり、脇役として多数の映画、テレビドラマに1960年代後半ごろまで出演。警官役や軍人役が多い。
引退後は書店を経営していたという。

## 人物
後輩俳優の加藤茂雄によれば、堤は江戸っ子弁で弁が立つ人物であったといい、『ゴジラ』（1954年）の鳥羽ロケから帰ってきた際には草間璋夫が足を負傷した話を「かまいたち」に遭ったと物語風に語っていたという。
堤は本多猪四郎監督作品の常連で、本多はよく自宅に俳優らを招いていたが、加藤によれば堤は「監督に媚びてまで仕事は欲しくない」という主張であたっため、加藤も東宝時代には本多宅を訪れることはなかったと述べている。一方で、妻の江島和子によれば、本多の誕生日に招かれたことがあったという。

## 出演

### 映画
- 四十八人目の男（1952年）
- 旅はそよ風（1953年）
- サラリーマンの歌（1953年）
- 太平洋の鷲（1953年） - 右翼の青年[10]
- 赤線基地（1953年）
- 七人の侍（1954年）
- 水着の花嫁（1954年）
- ゴジラシリーズ
  - ゴジラ（1954年） - 大島島島民[11][5][3]
  - キングコング対ゴジラ（1962年） - 東部軍陸上一部長[12][3]
  - モスラ対ゴジラ（1964年） - 船着場の警官[1][3]
  - 怪獣大戦争（1965年） - 第一調査隊隊長[10][3]
- 透明人間（1954年） - 宝石商の店員[10]
- 浮雲（1955年）
- おえんさん（1955年）
- 獣人雪男（1955年） - 児玉[10]
- 青い果実（1955年）
- 驟雨（1956年）
- 彼奴を逃すな（1956年）
- 妻の心（1956年）
- 不良少年（1961年）
- 白夫人の妖恋（1956年）
- 新婚第一課（1956年）
- 裸足の青春（1956年）
- 流れる（1956年）
- 空の大怪獣 ラドン（1956年） - 今村[2]
- 危険な英雄（1957年、東宝）
- 嵐の中の男（1957年）
- 最後の脱走（1957年）
- 夕凪（1957年）
- 続々大番 怒涛篇（1957年）
- 二人だけの橋（1958年）
- 結婚のすべて（1958年）
- 密航者は誰か（1958年）
- 或る剣豪の生涯（1959年）
- 日本誕生（1959年） - 大和の兵[13]
- 宇宙大戦争（1959年） - 急行列車運転士[11]
- 暗黒街の対決（1960年）
- 落語天国紳士録（1960年）
- 変身人間シリーズ
  - 電送人間（1960年） - 記者[10]
  - ガス人間第一号（1960年） - 警官[1]（相見巡査[2]）
- 恐妻党総裁に栄光あれ（1960年）
- 大学の山賊たち（1960年）
- 八百屋お七 江戸祭り一番娘（1960年）
- ふんどし医者（1960年）
- 愚連隊シリーズ
  - 独立愚連隊西へ（1960年）
  - どぶ鼠作戦（1962年）
- 花のセールスマン 背広三四郎（1960年）
- 大坂城物語（1961年）
- 守屋浩の三度笠シリーズ 泣きとうござんす（1961年）
- モスラ（1961年） - キコリ[10]、日本大尉F[14]
- 紅の海（1961年）
- 真紅の男（1961年）
- 黒い画集 第二話 寒流（1961年）
- 暗黒街撃滅命令（1961年）
- 椿三十郎（1962年）
- 重役候補生No.1（1962年）
- クレージー映画
  - ニッポン無責任野郎（1962年）
  - クレージー作戦 くたばれ!無責任（1963年） - スーパーの主任
  - 日本一のホラ吹き男（1964年）
  - ホラ吹き太閤記（1964年）
  - 日本一のゴリガン男（1966年）
- 太平洋の翼（1963年）
- 天国と地獄（1963年）[注釈 1]
- 戦国野郎（1963年）
- 青島要塞爆撃命令（1963年） - 太田兵曹[10]
- イチかバチか（1963年）
- 大盗賊（1963年）
- 江分利満氏の優雅な生活（1963年）
- ああ爆弾（1964年）
- ただいま診察中（1964年）
- 宇宙大怪獣ドゴラ（1964年） - 銀座の警官[15]
- 西の王将東の大将（1964年）
- 侍（1965年）
- 暗黒街全滅作戦（1965年）
- 赤ひげ（1965年）
- ここから始まる（1965年）
- 太平洋奇跡の作戦 キスカ（1965年） - 主計長[10]
- 戦場にながれる歌（1965年）
- 香港の白い薔薇（1965年）
- けものみち（1965年）
- フランケンシュタインの怪獣 サンダ対ガイラ（1966年） - 士官[1]
- 燃えろ!太陽（1967年）
- 東宝8.15シリーズ
  - 日本のいちばん長い日（1967年）
  - 連合艦隊司令長官 山本五十六（1968年）

### テレビドラマ
- 青春とはなんだ 第3話「若い息吹き」（1965年）：質屋
- ウルトラシリーズ
  - ウルトラマン 第16話「科特隊宇宙へ」（1966年）：新聞記者
  - ウルトラQ 第28話「あけてくれ!」（1967年）：異次元列車車掌[11]
  - ウルトラセブン 第16話「闇に光る目」（1968年）：地獄山駐在所巡査
- マイティジャック 第3話「燃えるバラ」（1968年）：貸しビル管理人

### その他
- ETV2001 太宰治～死を人質に生きた男（2001年4月25日）